# Oxford English Dictionary
Oxford English Dictionary (ofta förkortat OED) är det största av de engelska lexikonen, som ges ut av Oxford University Press. Den senaste kompletta tryckta utgåvan gavs ut 1989 och bestod av 20 band. Verket finns numera även tillgängligt i elektronisk form. Oxford University Press utger även en ordbok i ett band, Oxford Dictionary of English.
Oxfordstavningen som används i OED karakteriseras av användandet av suffixet -ize och inte enbart den vanligare brittiska formen -ise: organization, privatize och recognizeable, till skillnad från de i brittisk engelska vanligare organisation, privatise och recognisable. Oxford University Press framhåller att stavningen med -ize inte enbart är begränsad till amerikansk engelska. Oxfordstavningen påverkar omkring 200 verb i ordlistan och har valts av etymologiska grunder, då suffixet -ize ligger närmare det grekiska -izo som är ursprunget till de flesta engelska verb som slutar på -ize. Verb som analyse, som inte har samma etymologiska ursprung, listar dock brittisk stavning som huvudformen och analyze som en amerikanism. I övrigt används brittisk stavning som huvuduppslagsordet, med amerikanska former som alternativ form.